# Pogonatum minus
Pogonatum minus är en bladmossart som beskrevs av Xu Wen-xuan och Xiong Ruo-li 1982. Pogonatum minus ingår i släktet grävlingmossor, och familjen Polytrichaceae. Inga underarter finns listade i Catalogue of Life.